# Teorema da divergência
No cálculo vetorial, o Teorema da Divergência (também conhecido como Teorema de Gauss, Teorema de Ostrogradski ou Teorema de Ostrogradski - Gauss) é um resultado que relaciona fluxo de um campo vetorial através de uma superfície com o comportamento do campo vetorial dentro da superfície.
Mais precisamente, o teorema da divergência diz que o fluxo externo de um campo vetorial que passa através de uma superfície fechada é igual a integral do volume da divergência sobre a região dentro da superfície. Intuitivamente, ela considera que a soma de todas as fontes menos a soma de todos sumidouros dá o valor do fluxo líquido saindo da região.
O teorema da divergência é um resultado importante da matemática para engenharia, em particular para a eletroestática e dinâmica de fluidos.
Na física e na engenharia, o teorema da divergência é usualmente aplicada nas três dimensões. Entretanto, é generalizado para qualquer número de dimensão. Em uma dimensão, é equivalente ao teorema fundamental do cálculo. Em duas dimensões, é equivalente ao Teorema de Green.
Este teorema é um caso especial do mais geral Teorema de Stokes.

## Intuição
Se um fluido está passando por alguma área, então a taxa na qual este fluido saí de uma certa região dentro desta área, pode ser calculada simplesmente somando as fontes dentro da região e subtraindo os sumidouros. A passagem do fluido é representada pelo campo vetorial, e a sua divergência em um dado ponto descreve a força da fonte ou do sumidouro. Então, integrando a divergência do campo sobre o interior da região deve ser igual a integral do campo vetorial sobre o limite da região. O teorema da divergência diz que isto é verdade.
O teorema da divergência é empregado em qualquer lei da conservação que diz que o volume total de todos os sumidouros e todas as fontes, que é a integral de volume da divergência, é igual ao fluxo líquido que passa através dos limites desse volume.

## Notação Matemática
Supondo que {\textstyle V} é um subconjunto de {\textstyle R^{n}} (no caso de {\displaystyle n} = 3, {\displaystyle V} representa um volume 3D no espaço cartesiano), que é um espaço compacto e é uma função definida por partes nas suas arestas formadoras {\displaystyle S} (também indicada com {\displaystyle \partial V=S}). Se {\textstyle \mathbf {F} } é um campo vetorial contínuo e diferenciável definido na vizinhança de {\displaystyle V}, então, pelo Teorema de Gauss:
{\displaystyle \iiint \limits _{V}\nabla \cdot \mathbf {F} \;\;dV=\!\!\!\iint \limits _{\partial V}\mathbf {F} \cdot \mathbf {n} \ dS=\!\!\!\iint \limits _{S}\mathbf {F} \cdot \mathbf {n} \ dS}
Em que
- {\displaystyle \iiint _{V}} é uma integral tripla no volume {\displaystyle \mathbf {V} }
- {\displaystyle \nabla \cdot \mathbf {F} } é o divergente do campo {\displaystyle \mathbf {F} }
- {\displaystyle \partial \mathbf {V} =\mathbf {S} } é a borda ou superfície delimitadora de {\displaystyle \mathbf {V} }
- {\displaystyle \mathbf {n} } é o vetor normal unitário exterior
- {\displaystyle \iint \limits _{S}} é a integral de superfície sobre {\displaystyle \mathbf {S} }

Na prática, isso significa que, dado um campo vetorial {\displaystyle \mathbf {A} } de classe {\displaystyle C^{1}(D)\,} que contém uma superfície fechada {\displaystyle \mathbf {S} } delimitando um volume {\displaystyle \mathbf {V} } em {\displaystyle \mathbf {D} } aberto, orientada pela normal unitária exterior, o fluxo sobre a superfície {\displaystyle S} é numericamente igual à integral do divergente de {\displaystyle \mathbf {A} } no interior de {\displaystyle \mathbf {V} }
{\displaystyle \iiint \limits _{V}\nabla \cdot \mathbf {A} \;\;dV=\ \!\!\!\iint \limits _{S}\mathbf {A} \cdot \mathbf {n} \ dS}
É um resultado importante por estabelecer uma relação entre divergência de um campo vetorial com o valor da integral de superfície do fluxo definido pelo campo. É fundamental no estudo matemático da Física, em particular eletrostática e dinâmica dos fluidos.

## Exemplo[4]
Ex.1: Suponha uma região sobre a qual atua um campo vetorial de velocidades {\displaystyle \mathbf {A} =2x\mathbf {\overrightarrow {i}} +2y\mathbf {\overrightarrow {j}} +2z\mathbf {\overrightarrow {k}} }. Calcule o fluxo através da superfície {\displaystyle S:x^{2}+y^{2}+z^{2}=9} na direção exterior.
A superfície {\displaystyle \mathbf {S} } é uma esfera de raio {\displaystyle r=3}, centrada na origem. Pelo Teorema da Divergência, o fluxo através da superfície {\displaystyle \mathbf {S} } é igual ao divergente do campo de velocidades {\displaystyle \mathbf {A} } integrado ao longo do volume {\displaystyle V} ocupado pela superfície. Isto é:
{\displaystyle \iint \limits _{S}\mathbf {A} \cdot \mathbf {n} \ dS=\ \!\!\!\iiint \limits _{V}\nabla \cdot \mathbf {A} \;\;dV}
Calculando o divergente do campo vetorial de velocidades, tem-se:
{\displaystyle \mathbf {\nabla } \cdot \mathbf {A} ={\frac {\partial (2x)}{\partial x}}+{\frac {\partial (2y)}{\partial y}}+{\frac {\partial (2z)}{\partial z}}}
{\displaystyle \mathbf {\nabla } \cdot \mathbf {A} =2+2+2=6}

Logo, o fluxo através de {\displaystyle \mathbf {S} } vale:
{\displaystyle \iint \limits _{S}\mathbf {A} \cdot \mathbf {n} \ dS=\iiint \limits _{V}6\ dV=6\iiint \limits _{V}\ dV=6V} sendo {\displaystyle V} o volume da esfera.
Como é sabido que o volume da esfera é dado por {\displaystyle V={\frac {4}{3}}\pi r^{3}}
{\displaystyle \iint \limits _{S}\mathbf {A} \cdot \mathbf {n} \ dS=6V=6\cdot {\frac {4}{3}}\cdot \pi \cdot 3^{3}=216\pi }
Ex.2: Suponha que em um material dielétrico linear, isotrópico e homogêneo cuja polarização é dada por {\displaystyle {\vec {P}}=\chi _{e}\epsilon _{0}{\vec {E}}} delimitado por uma superfície S qualquer e de volume V  queremos mostrar que a carga total de polarização, ou carga ligada, nele é igual a zero independente do campo elétrico que causa a polarização. A densidade volumétrica de cargas de polarização e a densidade superficial de cargas são dadas pelas seguintes expressões:
{\displaystyle \rho _{p}=-\bigtriangledown \cdot {\vec {P}}}
{\displaystyle \sigma _{p}={\vec {P}}\cdot {\hat {n}}}
a carga total de polarização do material é igual a soma da carga de polarização na superfície e a carga de polarização no volume, ou seja:
{\displaystyle q_{p}=\iiint \limits _{V}\rho _{p}dV+\oint \limits _{S}\sigma _{p}dS}
{\displaystyle q_{p}=-\iiint \limits _{V}\bigtriangledown \cdot {\vec {P}}dV+\oint \limits _{S}{\vec {P}}\cdot {\hat {n}}dS}
Aplicando o teorema da divergência na integral do divergente do vetor de polarização sobre o volume do material temos:
{\displaystyle q_{p}=-\oint \limits _{S}{\vec {P}}\cdot {\hat {n}}dS+\oint \limits _{S}{\vec {P}}\cdot {\hat {n}}dS}
{\displaystyle q_{p}=0}

## Aplicações[5]

### Forma integral e diferencial de leis físicas
A partir da aplicação do teorema da divergência, uma série de leis físicas que envolvem campos vetoriais pode ser apresentada de duas formas distintas. Uma delas é a sua forma integral e outra a forma diferencial. No primeiro caso, o fluxo de uma grandeza através de uma superfície fechada é igual à uma outra quantidade. Na forma diferencial, por outro lado, uma grandeza é igual ao divergente de outra. Bons exemplos dessa aplicação são as leis de Gauss para eletrostática, magnetismo e gravidade.

#### Equações de continuidade
Equações de continuidade são igualdades que descrevem matematicamente a conservação de grandezas como massa, momentum, carga elétrica, probabilidade e energia. O teorema da divergência estabelece que tais equações podem também ser escritas de duas formas, uma integral e outra diferencial. Genericamente, em campos como a dinâmica de fluidos, eletromagnetismo, mecânica quântica e relatividade geral, estas igualdades estabelecem que o divergente do fluxo de uma grandeza conservada é igual à distribuição de fontes e sumidouros de tal grandeza no campo vetorial em questão. Resumidamente, o teorema da divergência afirma que qualquer equação  de continuidade, tal como explanado, pode ser escrita de forma diferencial, em termos do divergente do campo, ou de forma integral, em termos do fluxo.

#### Densidade de fluxo[6]
O Teorema da Divergência nos oferece uma ótima maneira de interpretar a divergência de um campo vetorial {\displaystyle {\vec {F}}}. Admita que {\displaystyle G} seja uma região esférica muito pequena com centro no ponto {\displaystyle P} e que a sua superfície {\displaystyle \sigma } (em função de G) seja orientada para fora. O volume da região é escrito como {\displaystyle vol(G)} e o fluxo de {\displaystyle {\vec {F}}} através de {\displaystyle \sigma } por  {\displaystyle \Phi (G)}. Se {\displaystyle div{\vec {F}}} for contínua em {\displaystyle G}, logo o valor de {\displaystyle div{\vec {F}}} não irá variar muito do valor de {\displaystyle div{\vec {F}}(P)} no centro, através da pequena região em {\displaystyle G}. Sendo assim, podemos aproximar {\displaystyle div{\vec {F}}} pelo valor constante de {\displaystyle div{\vec {F}}(P)} em {\displaystyle G}. O Teorema da Divergência nesse caso diz que o fluxo {\displaystyle \Phi (G)}de {\displaystyle {\vec {F}}} através de {\displaystyle \sigma } pode ser aproximadamente representado como
{\displaystyle \Phi (G)=\iint \limits _{\sigma }{\vec {F}}\cdot {\hat {n}}dS=\iiint \limits _{G}div{\vec {F}}dV\approx div{\vec {F}}(P)\iiint \limits _{G}dV=div{\vec {F}}(P)vol(G)}
onde daqui podemos ter que
{\displaystyle div{\vec {F}}(P)\approx {\Phi (G) \over vol(G)}}
Essa expressão é dita como densidade de fluxo de {\displaystyle {\vec {F}}} para fora através de {\displaystyle G}. No entanto, imagine que seja permitido o raio da esfera tender a zero [considerando que desta maneira {\displaystyle vol(G)} também vá para zero], então é considerável que o erro de aproximação tenda para zero e a divergência de {\displaystyle {\vec {F}}} no ponto {\displaystyle P} seja exatamente
{\displaystyle div{\vec {F}}(P)=\lim _{vol(G)\to 0}{\Phi (G) \over vol(G)}}
que por fim, pode ser representada como
{\displaystyle div{\vec {F}}(P)=\lim _{vol(G)\to 0}{1 \over vol(G)}\iint \limits _{\sigma }{\vec {F}}\cdot {\hat {n}}dS}
O limite acima, que é denominado densidade de fluxo de {\displaystyle {\vec {F}}} para fora em {\displaystyle P}, está nos afirmando que o {\displaystyle div{\vec {F}}} pode ser interpretado como o limite do fluxo por unidade de volume num ponto. Além disso, nos diz que para uma região esférica pequena {\displaystyle G} centrada no ponto {\displaystyle P} no fluxo, o fluxo de saída pela superfície {\displaystyle G}  pode ser aproximado como
{\displaystyle \Phi (G)\approx (div{\vec {F}}(P))(Vol(G))}

#### Leis de quadrado inverso
Qualquer lei de quadrado inverso pode ser escrita de forma diferencial ou integral. A lei de Gauss para eletrostática, por exemplo, deriva diretamente da lei de Coulomb. Da mesma forma, a lei de Gauss para a gravidade deriva, de forma análoga, da Lei da Gravitação universal de Newton. Estas equivalências são possíveis graças ao teorema da divergência.

### Exemplo
Um exemplo para a aplicabilidade do teorema da divergência para representação de leis físicas de forma integral ou diferencial é a transformação da Lei de Gauss para eletrostática da forma integral para a forma diferencial.
Tomando-se a lei de Gauss sob a forma integral:
{\displaystyle \iint _{s}\mathbf {E} \cdot \mathbf {n} \;ds={\frac {q}{\epsilon _{0}}}} onde q é a carga elétrica e {\displaystyle \epsilon _{0}} é a constante de permissividade elétrica do vácuo e s é a superfície fechada que envolve a carga.
A carga elétrica q pode ser escrita como:
{\displaystyle q=\iiint _{v}\rho \;dv} onde {\displaystyle \rho } é a densidade de carga elétrica e v é o volume ocupado pela superfície s.
Logo:
{\displaystyle \iiint _{v}{\frac {\rho }{\epsilon _{0}}}dv=\iint \mathbf {E} \cdot \mathbf {n} \;ds}
Pelo teorema da divergência:
{\displaystyle \iint _{s}\mathbf {E} \cdot \mathbf {n} \;ds=\iiint _{v}\mathbf {\nabla } \cdot \mathbf {E} \;dv}
Como o volume v é qualquer
{\displaystyle \mathbf {\nabla } \cdot \mathbf {E} ={\frac {\rho }{\epsilon _{0}}}} , que é a forma diferencial da lei de Gauss para a eletrostática.

## Generalizações

### Múltiplas Dimensões
Pode-se usar o Teorema de Stokes para equacionar a integral de volume n-dimensional do divergente do campo vetorial F sobre uma região U para a integral de superfície (n − 1)-dimensional de F sobre os limites de U:
{\displaystyle \underbrace {\int \cdots \int _{U}} _{n}\nabla \cdot \mathbf {F} \,dV=\underbrace {\oint \cdots \oint _{\partial U}} _{n-1}\mathbf {F} \cdot \mathbf {n} \,dS}
Essa equação também é conhecida como o teorema da Divergência.
Quando n = 2, isto é equivalente ao Teorema de Green.
Quando n = 1, é reduzido ao Teorema fundamental do cálculo.

### Campos Tensoriais
Escrevendo o teorema na Notação de Einstein:
{\displaystyle \iiint _{V}{\dfrac {\partial \mathbf {F} _{i}}{\partial x_{i}}}dV=} {\displaystyle S} {\displaystyle T_{i_{1}i_{2}\cdots i_{q}\cdots i_{n}}n_{i_{q}}\,dS}
sugestivamente, substituindo o campo vetorial F por um campo tensorial T de ordem n, isto pode ser generalizado para:
{\displaystyle \iiint _{V}{\dfrac {\partial T_{i_{1}i_{2}\cdots i_{q}\cdots i_{n}}}{\partial x_{i_{q}}}}dV} {\displaystyle {\scriptstyle S}} {\displaystyle T_{i_{1}i_{2}\cdots i_{q}\cdots i_{n}}n_{i_{q}}\,dS}
onde em cada lado, a contração do tensor acontence para pelo menos um índice. Essa forma do teorema ainda é em três dimensões, cada índice recebe os valores 1, 2 e 3. Isto pode ser generalizado ainda mais para dimensões mais altas (ou mais baixas).